# Jeux asiatiques de 1994
Navigation
Édition précédente Édition suivante
Les XIIe Jeux asiatiques se sont déroulés du 2 au 16 octobre 1994 à Hiroshima, au Japon. Ils ont rassemblé 6 828 athlètes et officiels de 42 pays asiatiques dans 35 sports.

## Sports
Les athlètes se sont affrontés dans 35 sports, soit huit de plus qu'en 1990. Le baseball, le bowling, l'équitation, le karaté, le pentathlon moderne, le soft tennis, le taekwondo et le yachting sont ainsi rajoutés au programme.
- Athlétisme (résultats détaillés)
- Aviron
- Badminton
- Baseball
- Basket-ball
- Bowling
- Boxe (résultats détaillés)
- Canoë-kayak
- Cyclisme
- Équitation
- Escrime
- Football
- Golf
- Gymnastique
- Haltérophilie
- Handball
- Hockey sur gazon
- Judo
- Kabaddi
- Karaté (résultats détaillés)
- Lutte
- Natation
- Pentathlon moderne
- Sepak takraw
- Softball
- Soft tennis
- Taekwondo
- Tennis
- Tennis de table
- Tir
- Tir à l'arc
- Voile
- Volley-ball
- Wushu
- Yachting

## Délégations présentes
Les Jeux asiatiques 1994 ont accueilli 42 délégations, soit six de plus qu'en 1990. 
Le Cambodge, absent depuis 1970, fait son retour après une vingtaine d'années de guerre civile. Cinq pays sont représentés pour la première fois : il s'agit du Kazakhstan, du Kirghizstan, de l'Ouzbékistan, du Tadjikistan et du Turkménistan qui viennent d'obtenir leur indépendance de l'URSS. L'Irak est encore suspendu en raison de la guerre du Golfe.
La Chine termine largement en tête du tableau des médailles en remportant plus de la moitié des épreuves. Le Japon, qui accueille l'événement pour la deuxième fois, est second. Une dizaine de pays repart sans avoir réussi à placer un athlète sur le podium.
| Rang  | Nation              | Or  | Argent | Bronze | Total |
| ----- | ------------------- | --- | ------ | ------ | ----- |
| 1     | Chine               | 125 | 83     | 58     | 266   |
| 2     | Japon               | 64  | 75     | 79     | 218   |
| 3     | Corée du Sud        | 63  | 56     | 64     | 183   |
| 4     | Kazakhstan          | 25  | 26     | 26     | 77    |
| 5     | Ouzbékistan         | 10  | 11     | 19     | 40    |
| 6     | Iran                | 9   | 9      | 8      | 26    |
| 7     | Taipei chinois      | 7   | 12     | 24     | 43    |
| 8     | Inde                | 4   | 3      | 15     | 22    |
| 9     | Malaisie            | 4   | 2      | 13     | 19    |
| 10    | Qatar               | 4   | 1      | 15     | 20    |
| 11    | Indonésie           | 3   | 12     | 11     | 26    |
| 12    | Thaïlande           | 3   | 9      | 13     | 25    |
| 13    | Syrie               | 3   | 3      | 1      | 7     |
| 14    | Philippines         | 3   | 2      | 8      | 13    |
| 15    | Koweït              | 3   | 1      | 5      | 9     |
| 16    | Arabie saoudite     | 1   | 3      | 5      | 9     |
| 17    | Turkménistan        | 1   | 3      | 3      | 7     |
| 18    | Mongolie            | 1   | 2      | 6      | 9     |
| 19    | Singapour           | 1   | 1      | 5      | 7     |
| 20    | Viêt Nam            | 1   | 2      | 0      | 3     |
| 21    | Hong Kong           | 0   | 5      | 7      | 12    |
| 22    | Pakistan            | 0   | 4      | 6      | 10    |
| 23    | Kirghizistan        | 0   | 4      | 5      | 9     |
| 24    | Jordanie            | 0   | 2      | 2      | 4     |
| 25    | Émirats arabes unis | 0   | 1      | 3      | 4     |
| 26    | Macao               | 0   | 1      | 1      | 2     |
| 27    | Sri Lanka           | 0   | 1      | 1      | 2     |
| 28    | Bangladesh          | 0   | 1      | 0      | 1     |
| 29    | Brunei              | 0   | 0      | 2      | 2     |
| 30    | Birmanie            | 0   | 0      | 2      | 2     |
| 31    | Népal               | 0   | 0      | 2      | 2     |
| 32    | Tadjikistan         | 0   | 0      | 2      | 2     |
| Total | Total               | 335 | 335    | 411    | 1081  |